# ها؟!
«ها؟!» (انگلیسی: Huh?!) ترانه‌ای از خواننده اهل کره جنوبی، شوگا از بی‌تی‌اس با همکاری رپر اهل کره جنوبی و همگروهی‌اش در بی‌تی‌اس، جی-هوپ است. «ها؟!» در ۲۱ آوریل ۲۰۲۳، توسط بیگ هیت میوزیک به عنوان سومین ترانه از نخستین آلبوم استودیویی شوگا به نام روز دی منتشر شد.

## جدول‌های موسیقی
| جدول (۲۰۲۳)                             | بالاترین جایگاه |
| --------------------------------------- | --------------- |
| تک‌آهنگ‌های دیجیتال ژاپن (اوریکون)        | ۱۴              |
| دانلود ژاپن (بیلبورد ژاپن)              | ۳۷              |
| تک‌آهنگ‌های داغ نیوزیلند (آرام‌ان‌زی)       | ۲۹              |
| ترانه‌های دیجیتال ایالات متحده (بیلبورد) | ۸               |
| ویتنام (ویتنام هات ۱۰۰)                 | ۵۸              |